# دين كاميرون
دين كاميرون (بالإنجليزية: Dean Cameron)‏ مواليد 25 ديسمبر 1962 في موريسون، الولايات المتحدة، هو ممثل وكوميدي أمريكي بدأ مسيرته الفنية سنة 1983.

## الأعمال
- غلي
- ذا منتاليست

## وصلات خارجية
- دين كاميرون على موقع IMDb (الإنجليزية)
- دين كاميرون على موقع ميوزك برينز (الإنجليزية)
- دين كاميرون على موقع إن إن دي بي (الإنجليزية)
- دين كاميرون على موقع قاعدة بيانات الفيلم (الإنجليزية)
- DeanCameron.com